# 笠井健太
笠井 健太（かさい けんた、1985年12月25日 - ）は、静岡県菊川市出身の元プロサッカー選手、元フットサル選手。現役時代のポジションはディフェンダー（サイドバック）。

## 来歴
3歳頃から地元の菊川市でサッカーを始め、小学2年生から中学1年生までの時期をカナダ・オンタリオ州で過ごす。帰国した後、菊川東中学校の3年次にはブラジルのサントスFCの下部組織に1ヶ月間の短期留学を経験した。高校は静岡県立袋井高等学校に進学。県大会出場に貢献するなどスピードが武器のフォワードとして活躍した。高校2年次の秋にアメリカにサッカー留学し、翌年からは再びサントスFCの下部組織へ入団してプレーした。
2004年からサンパウロ州のパウリスタFCの下部組織に移り、12月には2年間のプロ契約を結ぶ。俊足と運動量を買われ、フォワードからディフェンダーに転向。パウリスタでは本田技研でプレー経験を持つヴァグネル・マンシーニ監督や、元日本代表FWであった呂比須ワグナーコーチなどの日本人選手に理解のある指導者の下で才能を徐々に開花させていき、2005年にはBチームで右サイドバックのポジションを奪取し、2006年にはトップチームに昇格して、同年4月2日にアメリカ-SP戦でプロデビュー。サンパウロ州選手権やブラジル全国選手権・セリエB（2部）などで活躍した。2006年シーズン終了後にはパウリスタからの3年間の契約延長オファーを受けて残留した。日本人選手としては廣山望、福田健二、澤昌克に続く4人目のリベルタドーレス杯出場も果たしている。
2007年、チームがブラジル全国選手権・セリエC（3部）に降格した為に、シーズン終了後にECサント・アンドレらブラジル国内の6クラブから獲得オファーがあったが、2008年にJリーグ・鹿島アントラーズに入団し、日本に帰国した。学生時代は無名の選手だったが、ブラジルで成長したことで三浦知良以来の逆輸入選手の一人として注目を集めた。
2008年3月12日、AFCチャンピオンズリーググループステージ第1節にて途中出場し、日本での公式戦デビューを果たした。
その後は怪我の影響もあり、Jリーグでの公式戦には1試合も出場できないまま、2010年シーズン終了後に戦力外通告されて退団した。
2011年、練習生としてコンサドーレ札幌のグアムキャンプに参加した が契約には至らなかった。
同年7月、元チームメイトの伊野波雅彦のHNKハイデュク・スプリト移籍に際し英語通訳として帯同。その後、得意の語学力を活かしてポルトガル語講座を定期的に開いている。
2012年2月28日、Fリーグのアグレミーナ浜松入団。
2021年からは鹿島アントラーズの通訳を務める。

## 所属クラブ
ユース経歴
- 1993年 - 1997年  ロンドン・ユース
- 1997年 - 1998年  ロンドン・ユナイテッド
- 1999年 - 2000年  菊川東中学校
- 2001年 - 2002年  静岡県立袋井高等学校
- 2002年  ダラスインターナショナルスクール
- 2003年  サントスFC 下部組織
- 2004年  パウリスタFC 下部組織

プロ経歴
- 2005年 - 2007年  パウリスタFC
- 2008年 - 2010年  鹿島アントラーズ

フットサル経歴
- 2012年 - 2015年  アグレミーナ浜松
- 2015年 - 2016年  デウソン神戸

## 個人成績
| 国内大会個人成績 | 国内大会個人成績 | 国内大会個人成績 | 国内大会個人成績 | 国内大会個人成績 | 国内大会個人成績          | 国内大会個人成績 | 国内大会個人成績 | 国内大会個人成績 | 国内大会個人成績 | 国内大会個人成績 | 国内大会個人成績 |
| 年度             | クラブ           | 背番号           | リーグ           | リーグ戦         | リーグ戦                  | リーグ杯         | リーグ杯         | オープン杯       | オープン杯       | 期間通算         | 期間通算         |
| 年度             | クラブ           | 背番号           | リーグ           | 出場             | 得点                      | 出場             | 得点             | 出場             | 得点             | 出場             | 得点             |
| ブラジル         | ブラジル         | ブラジル         | ブラジル         | リーグ戦         | リーグ戦                  | ブラジル杯       | ブラジル杯       | オープン杯       | オープン杯       | 期間通算         | 期間通算         |
| ---------------- | ---------------- | ---------------- | ---------------- | ---------------- | ------------------------- | ---------------- | ---------------- | ---------------- | ---------------- | ---------------- | ---------------- |
| 2005             | パウリスタ       |                  | セリエB          | 0                | 0                         |                  |                  |                  |                  |                  |                  |
| 2006             | パウリスタ       |                  | セリエB          | 2                | 0                         |                  |                  |                  |                  |                  |                  |
| 2007             | パウリスタ       |                  | セリエB          | 0                | 0                         |                  |                  |                  |                  |                  |                  |
| 日本             | 日本             | 日本             | 日本             | リーグ戦         | リーグ戦                  | リーグ杯         | リーグ杯         | 天皇杯           | 天皇杯           | 期間通算         | 期間通算         |
| 2008             | 鹿島             | 27               | J1               | 0                | 0                         | 0                | 0                | 0                | 0                | 0                | 0                |
| 2009             | 鹿島             | 27               | J1               | 0                | 0                         | 0                | 0                | 0                | 0                | 0                | 0                |
| 2010             | 鹿島             | 27               | J1               | 0                | 0                         | 0                | 0                | 0                | 0                | 0                | 0                |
| 通算             | ブラジル         | ブラジル         | セリエB          | 2                | 0\|\|\|\|\|\|\|\|\|\|\|\| |                  |                  |                  |                  |                  |                  |
| 通算             | 日本             | 日本             | J1               | 0                | 0                         | 0                | 0                | 0                | 0                | 0                | 0                |
| 総通算           | 総通算           | 総通算           | 総通算           | 2                | 0\|\|\|\|\|\|\|\|\|\|\|\| |                  |                  |                  |                  |                  |                  |

| 国際大会個人成績 | 国際大会個人成績 | 国際大会個人成績 | 国際大会個人成績   | 国際大会個人成績   |
| 年度             | クラブ           | 背番号           | 出場               | 得点               |
| CONMEBOL         | CONMEBOL         | CONMEBOL         | リベルタドーレス杯 | リベルタドーレス杯 |
| ---------------- | ---------------- | ---------------- | ------------------ | ------------------ |
| 2006             | パウリスタ       |                  | 1                  | 0                  |
| AFC              | AFC              | AFC              | ACL                | ACL                |
| 2008             | 鹿島             | 27               | 2                  | 0                  |
| 2009             | 鹿島             | 27               | 0                  | 0                  |
| 2010             | 鹿島             | 27               | 0                  | 0                  |
| 通算             | CONMEBOL         | CONMEBOL         | 1                  | 0                  |
| 通算             | AFC              | AFC              | 2                  | 0                  |

| 国内大会個人成績 | 国内大会個人成績 | 国内大会個人成績 | 国内大会個人成績 | 国内大会個人成績             | 国内大会個人成績 | 国内大会個人成績 | 国内大会個人成績 | 国内大会個人成績 | 国内大会個人成績 | 国内大会個人成績 | 国内大会個人成績 |
| 年度             | クラブ           | 背番号           | リーグ           | リーグ戦                     | リーグ戦         | リーグ杯         | リーグ杯         | オープン杯       | オープン杯       | 期間通算         | 期間通算         |
| 年度             | クラブ           | 背番号           | リーグ           | 出場                         | 得点             | 出場             | 得点             | 出場             | 得点             | 出場             | 得点             |
| 日本             | 日本             | 日本             | 日本             | リーグ戦                     | リーグ戦         | アリーナ杯       | アリーナ杯       | 全日本選手権     | 全日本選手権     | 期間通算         | 期間通算         |
| ---------------- | ---------------- | ---------------- | ---------------- | ---------------------------- | ---------------- | ---------------- | ---------------- | ---------------- | ---------------- | ---------------- | ---------------- |
| 2012-13          | 浜松             | 5                | Fリーグ          |                              |                  |                  |                  |                  |                  |                  |                  |
| 通算             | 日本             | 日本             | Fリーグ          | \|\|\|\|\|\|\|\|\|\|\|\|\|\| |                  |                  |                  |                  |                  |                  |                  |
| 総通算           | 総通算           | 総通算           | 総通算           | \|\|\|\|\|\|\|\|\|\|\|\|\|\| |                  |                  |                  |                  |                  |                  |                  |